# William Rotch
Pour les articles homonymes, voir Rotch.
William Rotch (New Bedford, 22 juillet 1844 - New Bedford, 14 août 1925) est un ingénieur américain.

## Biographie
William Rotch est un ingénieur américain, héritier d'une célèbre famille d'armateurs. Après son diplôme d'Harvard, William Rotch est l'un des derniers Américains à étudier à l'École centrale Paris dont il sort diplômé en 1869. Rotch mène une carrière d'ingénieur et de dirigeant de sociétés dans des secteurs variés, tels l'eau, l'électricité et le ferroviaire.
Rotch est également actif dans les milieux associatifs, comme membre de l'American Society of Civil Engineers ou président de l'Alliance française de Boston.
William Rotch se marie en 1873 à Mary Rotch Eliot. Il est le père de la joueuse de tennis Edith Rotch.